# 今西一男
今西 一男（いまにし かずお、1969年6月 - ）は、日本の社会学者。研究分野は、都市社会学・都市計画・建築計画。2015年4月より福島大学人文社会学群行政政策学類教授。博士（学術）。

## 略歴
- 1969年6月：神奈川県横浜市生まれ
- 1988年3月：横浜市立桜丘高等学校卒業
- 1992年3月：都留文科大学文学部社会学科卒業
- 1994年3月：千葉大学大学院教育学研究科社会科教育専攻修士課程修了
- 1997年3月：千葉大学大学院自然科学研究科環境科学専攻博士後期課程修了
- 1997年5月 - 1998年4月：株式会社まちづくりカンパニー・シープネットワーク非常勤研究員
- 1998年6月 - 2000年3月：株式会社地域総合計画研究所非常勤研究員
- 2000年4月 - 2004年9月：福島大学行政社会学部応用社会学科助教授
- 2004年10月 - 2007年3月：福島大学行政政策学類助教授
- 2007年4月 - 2015年3月：福島大学行政政策学類准教授
- 2015年4月 - 現在：福島大学行政政策学類教授

## 主要な著作
- 「まちづくり」住民運動の「提案力」とその形成過程－東京における都市計画住民運動の研究・その1－
- 誘導施策と区画整理による小規模宅地の敷地規模拡大に関する基礎的研究　－東京都江戸川区のミニ戸建て住宅地を事例に－
- 都市景観形成に向けた「まちづくり」ワークショップの実践に関する研究-福島市における「おらがまちづくり市民フォーラム」を事例に-
- 『区画整理・再開発の破綻』（共著）自治体研究社、2001年